# Eriosoma japonicum
Eriosoma japonicum är en insektsart. Eriosoma japonicum ingår i släktet Eriosoma och familjen långrörsbladlöss. Inga underarter finns listade i Catalogue of Life.